# Gran Premio de San Marino de Motociclismo de 2007
El Gran Premio de San Marino de Motociclismo de 2007(oficialmente: GP Cinzano di San Marino e Riviera di Rimini) fue la decimotercera prueba del Campeonato del Mundo de Motociclismo de 2007. Tuvo lugar en el fin de semana del 31 de agosto al 2 de septiembre de 2007 en el Misano World Circuit Marco Simoncelli, situado en Misano Adriatico, Emilia-Romaña, Italia.
La carrera de MotoGP fue ganada por Casey Stoner, seguido de Chris Vermeulen y John Hopkins. Jorge Lorenzo fue el ganador de la prueba de 250 cc, por delante de Hiroshi Aoyama y Héctor Barberá. La carrera de 125 cc fue ganada por Mattia Pasini, Gábor Talmácsi fue segundo y Tomoyoshi Koyama tercero.

## Resultados

### Resultados MotoGP
| Pos.    | N.º. | Piloto           | Constructor | Vueltas | Tiempo    | Parrilla | Puntos |
| ------- | ---- | ---------------- | ----------- | ------- | --------- | -------- | ------ |
| 1       | 27   | Casey Stoner     | Ducati      | 28      | 44:34.720 | 1        | 25     |
| 2       | 71   | Chris Vermeulen  | Suzuki      | 28      | +4.851    | 8        | 20     |
| 3       | 21   | John Hopkins     | Suzuki      | 28      | +16.002   | 5        | 16     |
| 4       | 33   | Marco Melandri   | Honda       | 28      | +22.737   | 12       | 13     |
| 5       | 65   | Loris Capirossi  | Ducati      | 28      | +24.787   | 13       | 11     |
| 6       | 7    | Carlos Checa     | Honda       | 28      | +34.986   | 7        | 10     |
| 7       | 24   | Toni Elías       | Honda       | 28      | +40.896   | 15       | 9      |
| 8       | 13   | Anthony West     | Kawasaki    | 28      | +41.774   | 10       | 8      |
| 9       | 5    | Colin Edwards    | Yamaha      | 28      | +47.146   | 9        | 7      |
| 10      | 56   | Shinya Nakano    | Honda       | 28      | +48.808   | 14       | 6      |
| 11      | 66   | Alex Hofmann     | Ducati      | 28      | +49.299   | 19       | 5      |
| 12      | 50   | Sylvain Guintoli | Yamaha      | 28      | +1:09.176 | 11       | 4      |
| 13      | 1    | Nicky Hayden     | Honda       | 28      | +1:20.424 | 3        | 3      |
| 14      | 6    | Makoto Tamada    | Yamaha      | 28      | +1:34.223 | 16       | 2      |
| 15      | 80   | Kurtis Roberts   | KR212V      | 27      | +1 vuelta | 18       | 1      |
| Ret     | 4    | Alex Barros      | Ducati      | 15      | Retirado  | 17       |        |
| Ret     | 46   | Valentino Rossi  | Yamaha      | 5       | Retirado  | 2        |        |
| Ret     | 14   | Randy de Puniet  | Kawasaki    | 0       | Caída     | 4        |        |
| Ret     | 26   | Dani Pedrosa     | Honda       | 0       | Caída     | 6        |        |
| Fuente: |      |                  |             |         |           |          |        |

### Resultados 250cc
| Pos.    | N.º. | Piloto              | Constructor | Vueltas | Tiempo    | Parrilla | Puntos |
| ------- | ---- | ------------------- | ----------- | ------- | --------- | -------- | ------ |
| 1       | 1    | Jorge Lorenzo       | Aprilia     | 26      | 42:54.427 | 1        | 25     |
| 2       | 4    | Hiroshi Aoyama      | KTM         | 26      | +3.578    | 4        | 20     |
| 3       | 80   | Héctor Barberá      | Aprilia     | 26      | +7.041    | 3        | 16     |
| 4       | 12   | Thomas Lüthi        | Aprilia     | 26      | +7.213    | 7        | 13     |
| 5       | 3    | Alex de Angelis     | Aprilia     | 26      | +7.664    | 10       | 11     |
| 6       | 73   | Shuhei Aoyama       | Honda       | 26      | +36.234   | 11       | 10     |
| 7       | 15   | Roberto Locatelli   | Gilera      | 26      | +36.918   | 14       | 9      |
| 8       | 19   | Álvaro Bautista     | Aprilia     | 26      | +36.936   | 6        | 8      |
| 9       | 55   | Yuki Takahashi      | Honda       | 26      | +37.142   | 12       | 7      |
| 10      | 60   | Julián Simón        | Honda       | 26      | +40.293   | 8        | 6      |
| 11      | 16   | Jules Cluzel        | Aprilia     | 26      | +51.720   | 17       | 5      |
| 12      | 41   | Aleix Espargaró     | Aprilia     | 26      | +56.620   | 13       | 4      |
| 13      | 8    | Ratthapark Wilairot | Honda       | 26      | +1:00.060 | 16       | 3      |
| 14      | 17   | Karel Abraham       | Aprilia     | 26      | +1:01.500 | 20       | 2      |
| 15      | 50   | Eugene Laverty      | Honda       | 26      | +1:09.950 | 18       | 1      |
| 16      | 7    | Efrén Vázquez       | Aprilia     | 26      | +1:10.059 | 21       |        |
| 17      | 10   | Imre Tóth           | Aprilia     | 25      | +1 vuelta | 24       |        |
| 18      | 64   | Omar Menghi         | Aprilia     | 25      | +1 vuelta | 25       |        |
| Ret     | 36   | Mika Kallio         | KTM         | 23      | Retirado  | 5        |        |
| Ret     | 25   | Alex Baldolini      | Aprilia     | 19      | Retirado  | 22       |        |
| Ret     | 34   | Andrea Dovizioso    | Honda       | 19      | Retirado  | 2        |        |
| Ret     | 45   | Dan Linfoot         | Aprilia     | 17      | Retirado  | 23       |        |
| Ret     | 28   | Dirk Heidolf        | Aprilia     | 13      | Retirado  | 19       |        |
| Ret     | 32   | Fabrizio Lai        | Aprilia     | 4       | Retirado  | 15       |        |
| Ret     | 58   | Marco Simoncelli    | Gilera      | 3       | Retirado  | 9        |        |
| Fuente: |      |                     |             |         |           |          |        |

### Resultados 125cc
| Pos.    | N.º. | Piloto                | Constructor | Vueltas | Tiempo    | Parrilla | Puntos |
| ------- | ---- | --------------------- | ----------- | ------- | --------- | -------- | ------ |
| 1       | 75   | Mattia Pasini         | Aprilia     | 23      | 39:47.944 | 3        | 25     |
| 2       | 14   | Gábor Talmácsi        | Aprilia     | 23      | +4.774    | 4        | 20     |
| 3       | 71   | Tomoyoshi Koyama      | KTM         | 23      | +8.576    | 6        | 16     |
| 4       | 33   | Sergio Gadea          | Aprilia     | 23      | +15.819   | 10       | 13     |
| 5       | 44   | Pol Espargaró         | Aprilia     | 23      | +23.972   | 14       | 11     |
| 6       | 34   | Randy Krummenacher    | KTM         | 23      | +25.159   | 16       | 10     |
| 7       | 17   | Stefan Bradl          | Aprilia     | 23      | +25.391   | 17       | 9      |
| 8       | 38   | Bradley Smith         | Honda       | 23      | +25.513   | 9        | 8      |
| 9       | 35   | Raffaele De Rosa      | Aprilia     | 23      | +25.994   | 13       | 7      |
| 10      | 60   | Michael Ranseder      | Derbi       | 23      | +26.239   | 12       | 6      |
| 11      | 12   | Esteve Rabat          | Honda       | 23      | +26.693   | 7        | 5      |
| 12      | 6    | Joan Olivé            | Aprilia     | 23      | +26.972   | 15       | 4      |
| 13      | 63   | Mike Di Meglio        | Honda       | 23      | +27.493   | 11       | 3      |
| 14      | 29   | Andrea Iannone        | Aprilia     | 23      | +32.894   | 22       | 2      |
| 15      | 11   | Sandro Cortese        | Aprilia     | 23      | +39.305   | 8        | 1      |
| 16      | 8    | Lorenzo Zanetti       | Aprilia     | 23      | +40.035   | 20       |        |
| 17      | 55   | Héctor Faubel         | Aprilia     | 23      | +40.125   | 2        |        |
| 18      | 18   | Nicolás Terol         | Derbi       | 23      | +40.157   | 18       |        |
| 19      | 20   | Roberto Tamburini     | Aprilia     | 23      | +48.291   | 21       |        |
| 20      | 52   | Lukáš Pešek           | Derbi       | 23      | +49.621   | 1        |        |
| 21      | 7    | Alexis Masbou         | Honda       | 23      | +50.496   | 27       |        |
| 22      | 42   | Simone Sancioni       | Aprilia     | 23      | +57.519   | 23       |        |
| 23      | 77   | Dominique Aegerter    | Aprilia     | 23      | +57.666   | 25       |        |
| 24      | 79   | Ferruccio Lamborghini | Aprilia     | 23      | +59.680   | 37       |        |
| 25      | 87   | Roberto Lacalendola   | Aprilia     | 23      | +1:05.109 | 30       |        |
| 26      | 51   | Stevie Bonsey         | KTM         | 23      | +1:05.276 | 29       |        |
| 27      | 37   | Joey Litjens          | Honda       | 23      | +1:08.757 | 31       |        |
| 28      | 53   | Simone Grotzkyj       | Aprilia     | 23      | +1:10.395 | 24       |        |
| 29      | 95   | Robert Mureșan        | Derbi       | 23      | +1:18.572 | 36       |        |
| 30      | 99   | Danny Webb            | Honda       | 23      | +1:20.963 | 33       |        |
| 31      | 56   | Hugo van den Berg     | Aprilia     | 23      | +1:21.676 | 35       |        |
| 32      | 80   | Federico Biaggi       | Friba       | 23      | +1:54.228 | 32       |        |
| Ret     | 24   | Simone Corsi          | Aprilia     | 21      | Caída     | 5        |        |
| Ret     | 27   | Stefano Bianco        | Aprilia     | 16      | Retirado  | 19       |        |
| Ret     | 13   | Dino Lombardi         | Honda       | 11      | Retirado  | 34       |        |
| Ret     | 22   | Pablo Nieto           | Aprilia     | 9       | Retirado  | 28       |        |
| Ret     | 15   | Federico Sandi        | Aprilia     | 0       | Caída     | 26       |        |
| Fuente: |      |                       |             |         |           |          |        |